# Tacken
Tacken ist ein Ortsteil der Gemeinde Groß Pankow im Landkreis Prignitz in Brandenburg.

## Geografie und Verkehrsanbindung
Tacken liegt nordwestlich des Kernortes Groß Pankow an der Landesstraße L 102. 
Nordöstlich vom Ort fließt der Freudenbach, der östlich in die Stepenitz, einen Nebenfluss der Elbe, mündet.

## Sehenswürdigkeiten
Als Baudenkmale sind ausgewiesen (siehe Liste der Baudenkmale in Groß Pankow (Prignitz)#Tacken):
- die Dorfkirche Tacken
- ein Bauernhof (Dorfstraße 6a), der aus Wohnhaus und Wirtschaftsgebäude besteht
- drei Wegweiser (vor Dorfstraße 27; vor Dorfstraße 47; 1,4 km südlich von Tacken an der L 102)

## Persönlichkeiten
- Erhard Hübener (1881–1958), Politiker (DDP, LDPD)